# 摂津国
摂津国（せっつのくに、旧字体:攝津國）は、日本の令制国の一つ。畿内に属する。現在の大阪府北中部の大半と兵庫県南東部にあたる。

## 沿革

### 古代
瀬戸内海航路の起点で、淀川・大和川水系との結節点でもある難波津や住吉津があり津国（つのくに）と呼ばれた。
第14代仲哀天皇9年、神功皇后が三韓征伐より七道の浜（現在の大阪府堺市堺区、南海本線七道駅一帯）に帰還した時、神功皇后への神託により天火明命の流れを汲む一族で摂津国住吉郡の豪族の田裳見宿禰が、住吉三神を祀る（住吉大社の始まり）。
593年、推古天皇の摂政聖徳太子は難波の荒陵（あらはか）に四天王寺を造立した。
645年に孝徳天皇は難波に遷都し、大化の改新と呼ばれる新政はこの地で行なわれた。652年には難波宮（前期難波宮＝難波長柄豊崎宮）が完成した。孝徳天皇の後、都は飛鳥に戻ったが、壬申の乱に勝利した天武天皇は、畿内の外港を抱える要地難波宮を副都とし、国司を置く代わりに、津国を摂（管掌）する機関として特に摂津職（せっつしき）を置いた。摂津職は京官とされ、大夫・亮・進・属の四等官で構成された。
前期難波宮は天武期に焼失したが、神亀3年（726年）、聖武天皇が難波宮（後期難波宮）の造営に着手し、平城京の副都とした。天平16年（744年）には恭仁京から難波京への遷都が実施された。聖武天皇は遷都の翌年再び平城京に遷ったが、その後も難波は副都として維持された。しかし、桓武朝の長岡京遷都に伴って難波宮が解体され、副都の実は失われたため、延暦12年（793年）3月9日に摂津職を廃し、新たに摂津国を置いた。前身の摂津職から引き継いで「摂」の字を冠し、「せっつのくに」とも呼び、また元の津国の訓みそのままに「つのくに」とも呼んだ。
難波津も土砂の堆積が進み、その機能は淀川分流にある神崎や江口などに移っていった。
清和源氏の祖・源経基の子・満仲は摂津守に任ぜられて河辺郡多田荘に館を構え、またその長子・頼光も摂津守に就き、子孫が所領を継承して摂津源氏と称した。頼光四天王の筆頭に挙げられる嵯峨源氏の源綱は、源満仲の娘婿・源敦（仁明源氏）の養子となり、母方の里である渡辺に居住し、渡辺氏の祖となった。

### 中世
平安時代末期、日宋貿易を重視した平清盛は大輪田泊（神戸市兵庫区）に着目し、湊の前面に人工島（経が島）を築いて安全な碇泊地を設けようと、私費を投じて修築工事を行なった。仁安3年（1168年）、清盛は出家して福原（神戸市中央区から兵庫区）に別荘をかまえ、以来ここに住んで周辺一帯を経営した。治承4年（1180年）、清盛は大輪田泊を見下ろす山麓に福原京を築き、平安京からの遷都を強行した。しかし、11月には京に還都となった。
鎌倉時代に入ると、東大寺の重源が中絶していた大輪田泊の修築事業に乗り出し、やがて兵庫津（ひょうごのつ）と呼ばれて国内第一の港として発展し、室町時代には日明貿易の拠点となった。
室町時代、摂津の守護職は管領細川氏が世襲した。ただし、細川氏を牽制する意図から室町幕府は国内各地に分郡守護を設置した。このため、室町時代初期（南北朝合一を果たした明徳年間前後）に細川氏の安定した支配が確立していた今日の千里丘陵より東側の地域（島上郡・島下郡のほぼ全域）を上郡（かみのこおり）と総称された。その後、応永年間までに千里丘陵以西の摂津平野部を掌握した細川氏は豊島郡・川辺郡南部・武庫郡・菟原郡・八部郡を下郡（しものこおり）と称した。ただし、上郡・下郡は本来の郡境と全く合致したものではなく、有馬郡においては播磨守護赤松氏が分郡守護となって一族の有馬氏が支配しており、川辺郡北部や能勢郡は清和源氏ゆかりの多田院に与えられていた（多田院御家人）が後に同地の国人・奉公衆であった能勢氏は細川氏の傘下に加わっている。そして、神崎川以南の西成・東成・住吉の3郡（ほぼ現在の大阪市域）別に分郡守護が置かれて細川氏の支配から欠けていたため、欠郡（かけのこおり）と総称された。欠郡は嘉吉の乱後に細川氏の支配下に入るが守護家である宗家（京兆家）ではなく、庶流である典厩家が支配するなど異なる支配体制が取られた。なお、有馬郡も天文年間に赤松氏宗家が衰退すると、有馬氏が細川氏（実質は下郡の守護代であった三好氏）の傘下に入ることになる。

### 近世以降の沿革
- 「旧高旧領取調帳」に記載されている明治初年時点での国内の支配は以下の通り（975村・416,236石余）。太字は当該郡内に藩庁が所在。国名のあるものは飛地領。
  - 東成郡（61村・36,679石余） - 幕府領（代官支配）、旗本領、大阪城代役知、京都守護職役知、相模小田原藩
  - 西成郡（138村・54,057石余） - 幕府領（代官支配）、旗本領、田安徳川家領、下総古河藩、宮家領
  - 住吉郡（40村・20,759石余） - 幕府領（代官支配）、旗本領、高槻藩、下総古河藩、相模小田原藩
  - 島下郡（104村・57,496石余） - 幕府領（高槻藩預地）、旗本領、一橋徳川家領、田安徳川家領、高槻藩、下総古河藩、美濃加納藩、大和芝村藩、仙洞御領[注釈 1]、宮家領
  - 島上郡（65村・32,889石余） - 幕府領（高槻藩預地）、旗本領、高槻藩、美濃加納藩、公家領
  - 豊島郡（97村・31,640石余） - 幕府領（代官支配）、旗本領、一橋徳川家領、麻田藩、武蔵岡部藩、上総飯野藩、備中岡田藩
  - 能勢郡（39村・12,736石余） - 幕府領（高槻藩預地）、旗本領、上総飯野藩、武蔵岡部藩
  - 八部郡（48村・19,631石余） - 幕府領（代官支配）、旗本領、下総古河藩、大和小泉藩
  - 菟原郡（52村・13,975石余） - 幕府領（代官支配）、旗本領、尼崎藩、下総古河藩
  - 武庫郡（51村・23,754石余） - 幕府領（代官支配）、旗本領、尼崎藩、尾張名古屋藩、丹波篠山藩
  - 川辺郡（192村・66,655石余） - 幕府領（代官支配・大洲藩預地）、旗本領、一橋徳川家領、田安徳川家領、尼崎藩、麻田藩、武蔵岡部藩、上総飯野藩、大和小泉藩、公家領
  - 有馬郡（88村・45,961石余） - 幕府領（代官支配）、田安徳川家領、三田藩、尼崎藩、武蔵岡部藩、上総飯野藩
- 慶応4年
  - 2月2日（1868年2月24日） - 有馬郡・武庫郡・菟原郡・八部郡の幕府領・旗本領が兵庫裁判所の管轄となる。
  - 2月 - 豊島郡・川辺郡・西成郡・東成郡の幕府領・旗本領が大坂裁判所司農局の管轄となる。
  - 4月 - 岡部藩が藩庁を移転して三河半原藩となる。
  - 5月2日（1868年6月21日） - 大坂裁判所司農局の管轄地域が大阪府司農局の管轄となる。
  - 5月23日（1868年7月12日） - 兵庫裁判所の管轄地域が兵庫県の管轄となる。
  - 5月24日（1868年7月13日） - 島上郡・島下郡の旗本領が大阪府司農局の管轄となる。
  - 6月8日（1868年7月27日） - 大阪府司農局の管轄地域が大阪府北司農局の管轄となる。
  - 6月 - 戊辰戦争後の処分により小田原藩が減封となり、国内の領地が消滅。
  - 離宮八幡宮領の島上郡山崎村が京都府の管轄となる。
- 明治2年
  - 1月20日（1869年3月2日） - 大阪府北司農局の管轄地域が摂津県の管轄となる。
  - 5月10日（1869年6月19日） - 摂津県の管轄地域が豊崎県の管轄となる。
  - 8月2日（1869年9月7日） - 豊崎県の管轄地域が兵庫県の管轄となる。
  - 9月21日（1869年10月25日） - 東成郡・西成郡が大阪府の管轄となる。
- 明治3年
  - 3月 - 一橋徳川家領・田安徳川家領・名古屋藩領が兵庫県の管轄となる。
  - 10月14日（1870年11月7日） - 飯野藩領が兵庫県の管轄となる。
  - 12月 - 高槻藩預地・大洲藩預地が兵庫県の管轄となる。
- 明治4年
  - 7月14日（1871年8月29日） - 廃藩置県により藩領が高槻県、麻田県、尼崎県、三田県および古河県、半原県、加納県、小泉県、篠山県、岡田県の飛地となる。
  - 11月14日（1871年12月25日） - 第1次府県統合により、古河県の管轄地域が印旛県の管轄となる。
  - 11月15日（1871年12月26日） - 第1次府県統合により、半原県の管轄地域が額田県、岡田県の管轄地域が深津県の管轄となる。
  - 11月20日（1871年12月31日） - 第1次府県統合により、島下郡・豊島郡・能勢郡・西成郡・東成郡・住吉郡および島上郡の大部分（山崎村を除く）が大阪府、川辺郡・有馬郡・武庫郡・菟原郡・八部郡が兵庫県の管轄となる。
- 明治6年（1873年）10月5日 - 島上郡山崎村が大阪府の管轄となる。

## 国内の施設

### 宮
古代の摂津国内には、難波長柄豊碕宮・難波宮（難波京）等、度々天皇の住居（宮）が構えられている（「皇居#歴代の皇居」参照）。

### 国府
国府所在地を記した文献は次の通り。
- 『和名抄』（平安時代中期成立）では、記載はない[3]
- 『拾芥抄』（鎌倉時代中期から南北朝時代成立）では、「西生郡」[4]
- 『節用集』（室町時代中期成立）では、「西成郡」[5]

一方、史書からは次のように推定される。
- 難波京（大阪市天王寺区国分町）
- 延暦24年（805年）、江頭（大阪市中央区か） （『日本後紀』）
- 天長2年（825年）、豊島郡 （『日本後紀』）
- 承和11年（844年）、旧鴻臚館 （『続日本後紀』）
- 12世紀、住吉区

### 国分寺・国分尼寺

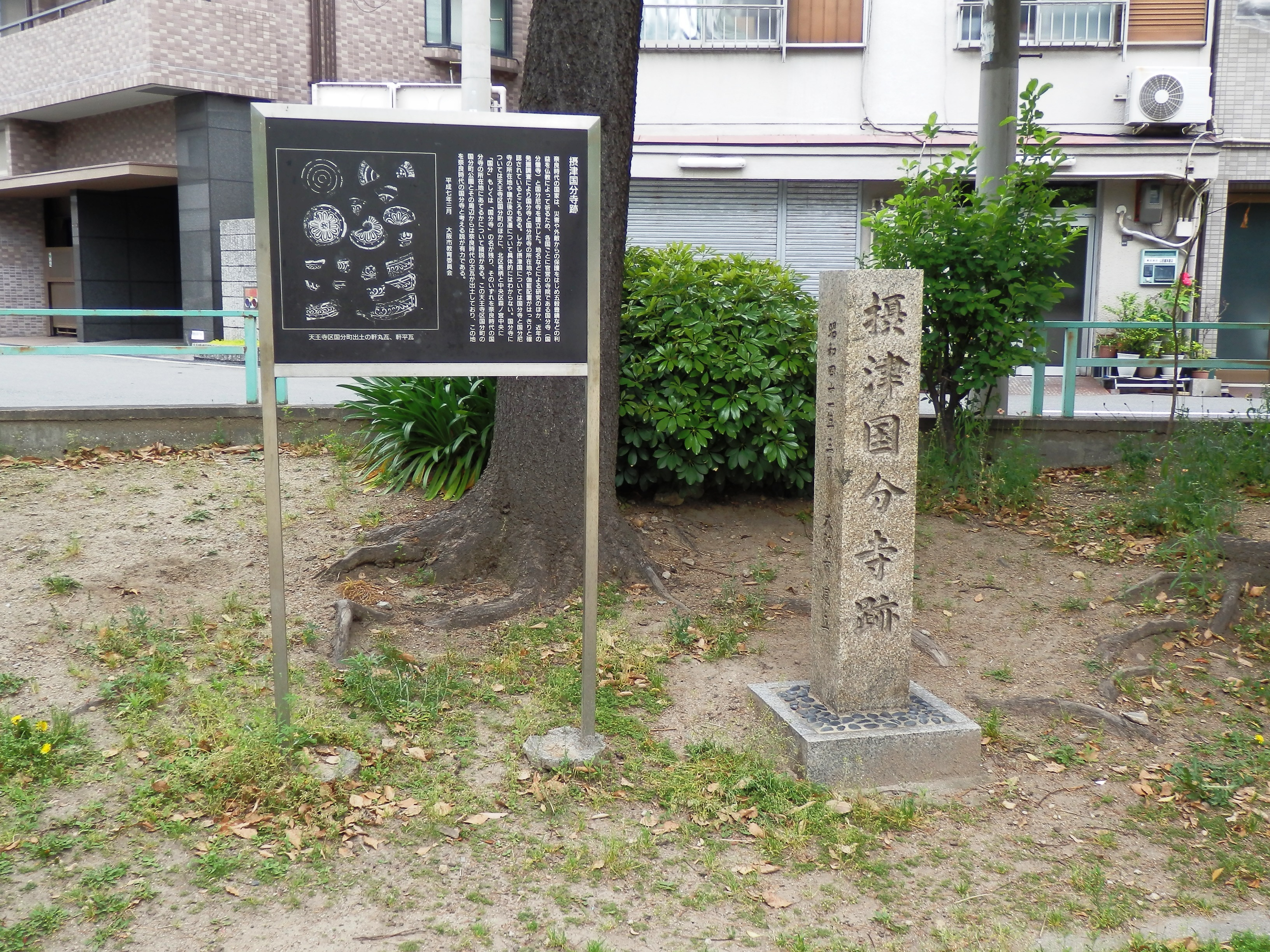
摂津国分寺跡碑
（大阪市天王寺区）

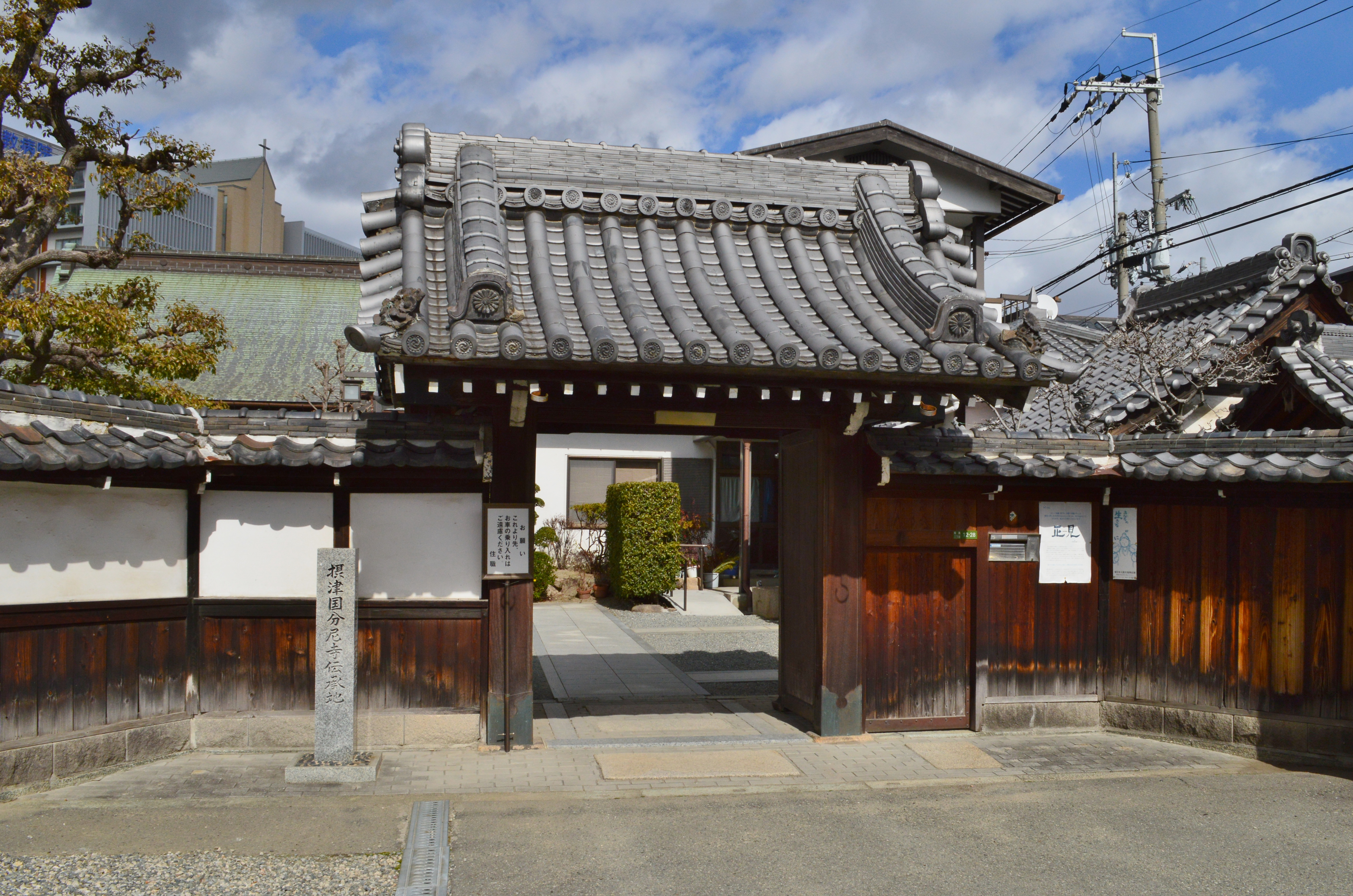
法華寺と摂津国分尼寺伝承地碑
（大阪市東淀川区）

- 摂津国分寺
後継寺院は以下の2説。創建時の遺構はいずれも明らかでないが、天王寺の国分寺付近からは瓦が出土している。
  - 天徳山国分寺 （大阪府大阪市天王寺区国分町、北緯34度39分7.30秒 東経135度31分29.71秒 / 北緯34.6520278度 東経135.5249194度）
  - 護国山（金剛院）国分寺 （大阪府大阪市北区国分寺、北緯34度42分37.24秒 東経135度30分51.92秒 / 北緯34.7103444度 東経135.5144222度）
- 摂津国分尼寺
（天平）勝宝山法華寺（大阪府大阪市東淀川区柴島町、北緯34度43分42.81秒 東経135度30分43.47秒 / 北緯34.7285583度 東経135.5120750度）が後継寺院と推定され、境内には国分尼寺のものという礎石が伝わる。

### 神社
延喜式内社
『延喜式神名帳』には、大社26座16社・小社49座46社の計75座62社が記載されている（摂津国の式内社一覧参照）。大社16社のうち、名神大社は以下に示す18座9社である。
- 住吉郡 住吉坐神社四座
  - 比定社：住吉大社（大阪府大阪市住吉区住吉、北緯34度36分44.82秒 東経135度29分34.67秒 / 北緯34.6124500度 東経135.4929639度）
- 住吉郡 大依羅神社四座
  - 比定社：大依羅神社（大阪府大阪市住吉区庭井、北緯34度35分41.48秒 東経135度31分4.53秒 / 北緯34.5948556度 東経135.5179250度）
- 東成郡 難波坐生国咲国魂神社二座
  - 比定社：生國魂神社（大阪府大阪市天王寺区生玉町、北緯34度39分54.32秒 東経135度30分45.08秒 / 北緯34.6650889度 東経135.5125222度）
- 東成郡 比売許曾神社
  - 論社：比売許曽神社（大阪府大阪市東成区東小橋、北緯34度40分1.28秒 東経135度32分3.09秒 / 北緯34.6670222度 東経135.5341917度）
  - 論社：比売許曽神社 （大阪府大阪市中央区高津） - 高津宮（北緯34度40分7.97秒 東経135度30分49.98秒 / 北緯34.6688806度 東経135.5138833度）境内摂社
- 島下郡 新屋坐天照御魂神社三座
  - 論社：新屋坐天照御魂神社（大阪府茨木市西福井、北緯34度50分48.60秒 東経135度32分57.81秒 / 北緯34.8468333度 東経135.5493917度）
  - 論社：新屋坐天照御魂神社（大阪府茨木市宿久庄、北緯34度50分24.80秒 東経135度31分34.93秒 / 北緯34.8402222度 東経135.5263694度）
  - 論社：新屋坐天照御魂神社（大阪府茨木市西河原、北緯34度50分5.00秒 東経135度34分34.37秒 / 北緯34.8347222度 東経135.5762139度）
- 豊島郡 垂水神社
  - 比定社：垂水神社 （大阪府吹田市垂水町、北緯34度45分59.52秒 東経135度30分15.56秒 / 北緯34.7665333度 東経135.5043222度）
- 武庫郡 広田神社
  - 比定社：広田神社 （兵庫県西宮市大社町、北緯34度45分10.55秒 東経135度20分24.01秒 / 北緯34.7529306度 東経135.3400028度）
- 八部郡 生田神社
  - 比定社：生田神社 （兵庫県神戸市中央区下山手通、北緯34度41分41.40秒 東経135度11分26.49秒 / 北緯34.6948333度 東経135.1906917度）
- 八部郡 長田神社
  - 比定社：長田神社 （兵庫県神戸市長田区長田町、北緯34度40分17.34秒 東経135度8分48.72秒 / 北緯34.6714833度 東経135.1468667度）

総社・一宮
- 総社：不詳
難波神社とする説がある。
- 一宮：住吉大社 （大阪府大阪市住吉区住吉）[6] - ただし、中世に住吉大社が一宮を自称した文書はない[7]。

多田院の境内に「惣社六所権現」という神社があったが、これは同地の荘園の惣社とされている。
坐摩神社（大阪市中央区）は「全国一の宮会」に加盟しており、近世以降こちらも一宮と呼ばれるようになっているが、社勢は住吉大社に及ばなかったとされる。二宮以下も不詳である。

### 守護所
場所は不明だが、国衙の近くという説がある。

### 安国寺利生塔
- 安国寺 - 大阪府大阪市天王寺区にあった

### 諸山
摂津国の五山十刹制度の諸山（五山・十刹に次ぐ「諸山」格の幕府公認禅宗寺院。官寺）
- 寶満寺 （神戸市長田区） - 開基：法燈国師、南禅寺派（法燈派）
- 福海寺 （神戸市兵庫区） - 開山：在庵禅師、南禅寺派（宗覚派）
- 廣厳寺 （神戸市中央区） - 開山：明極禅師、南禅寺派（明極派）
- 福厳寺 （神戸市兵庫区） - 開山：佛燈国師、南禅寺派（大覚派）
- 禅昌寺 （神戸市須磨区） - 開山：月庵禅師、南禅寺派（大応派）
- 安国寺 - 開山：大明国師、現在は廃寺
- 栖賢寺 - 開山：竺当和上、大徳寺派。現在は京都に移転
- 澄心寺 - 開山：潜渓和上。現在は廃寺（現 高野山真言宗）
- 善住寺 - 開山：鐘谷禅師。現在は廃寺

### 城郭
- 大阪城 （大阪市中央区）
- 高槻城 （大阪府高槻市）
- 芥川城 （大阪府高槻市）
- 茨木城 （大阪府茨木市）
- 池田城 （大阪府池田市）
- 伊丹城 （有岡城、兵庫県伊丹市）
- 尼崎城 （兵庫県尼崎市）
- 花隈城 （神戸市中央区）

## 地域
摂津国の範囲は、概ね現在の大阪府淀川以北および大阪市域と尼崎市から神戸市・三田市に至る兵庫県南東部に当る。南に和泉国、東に河内国・山城国、北に丹波国、西に播磨国とそれぞれ接する。摂津・河内・和泉三国の国境は、現在の堺市の方違神社（三国山・三国丘）にあったが、明治4年（1871年）に和泉との国境は堺大小路から大和川に改められ、一部が和泉に編入された。
易林本の『節用集』に摂津は「南暖北寒、故五穀先熟、魚鹽繁、大上國也」と記されており、農漁業が盛んで豊かな地勢であったことが分かる。

### 郡
- 島上郡（嶋上郡）…全5郷。現在の高槻市・三島郡島本町など。
- 島下郡（嶋下郡）…全4郷。現在の吹田市・茨木市・摂津市など。
- 豊島郡…全7郷。現在の豊中市・池田市・箕面市西部など。
- 能勢郡…全3郷。和銅6年（713年）に河辺郡の一部を割いて設置。現在の豊能郡能勢町・豊能町。
- 川辺郡（河辺郡）…全8郷。現在の尼崎市東部・伊丹市・宝塚市北部など。
- 有馬郡…全5郷。現在の神戸市北区北部(北神)・三田市・西宮市北部。
- 武庫郡…全8郷。現在の西宮市南部・尼崎市西部・宝塚市南部など。
- 菟原郡…全8郷。現在の芦屋市・神戸市東灘区・同市灘区・同市中央区東部など。
- 八部郡…全5郷。現在の神戸市兵庫区・長田区・須磨区南部・中央区西部・北区南部など。
- 西成郡（西生郡）…全12郷。現在の大阪市北西部。
- 東成郡（東生郡）…全5郷。現在の大阪市東部。
- 住吉郡…全5郷。現在の大阪市南西部など。

島上郡と島下郡は古代三島郡が大宝元年（701年）に分割されて設置された。明治29年（1896年）に再統合。

#### 藩
- 三田藩
- 高槻藩
- 麻田藩
- 尼崎藩
- 大坂藩
- 茨木藩
- 中島藩
- 味舌藩

明治期の改廃
- 明治4年（1871年）9月 住吉郡のうち大和川以南地域を和泉国大鳥郡へ編入
- 明治7年（1874年） 島上郡磯島村を河内国交野郡へ編入
- 明治29年（1896年）4月1日
  - 島上郡・島下郡を再統合して三島郡を設置
  - 豊島郡・能勢郡を統合して豊能郡を設置
  - 菟原郡・八部郡を武庫郡へ編入
  - 住吉郡を東成郡へ編入

### 現在の行政区分
大阪府
- 高槻市 ただし、旧 樫田村は丹波国。
- 茨木市
- 摂津市
- 吹田市
- 三島郡島本町
- 豊中市
- 池田市
- 箕面市
- 豊能郡豊能町・能勢町 ただし、豊能町牧・寺田は丹波国。
- 大阪市 ただし、鶴見区のうち旧 茨田町、生野区のうち旧 巽町、東住吉区のうち旧 矢田村、平野区のうち旧 加美村・瓜破村・長吉村は河内国。

※以下は明治4年（1871年）まで摂津国に属した。
- 堺市堺区のうち大小路以北の堺市街地、旧 三宝村大字弥三次郎新田・南島新田、旧向井町大字七道・遠里小野。北区のうち旧 五箇荘村。

※以下は明治7年（1874年）まで摂津国に属した。
- 枚方市のうち旧 牧野村大字磯島。

※以下は明治35年に河内国より編入。
- 大阪市鶴見区のうち旧 今津村（旧 東成郡榎本村に編入）。

兵庫県
- 尼崎市
- 伊丹市
- 川西市
- 宝塚市
- 川辺郡猪名川町
- 三田市
- 西宮市
- 芦屋市
- 神戸市 ただし、北区淡河町、須磨区須磨ニュータウン西部、垂水区、西区は播磨国。

## 人物

### 摂津職
摂津大夫
- 多比麻呂：天武天皇6年（677年）任官
- 布勢耳麻呂：大宝2年（702年）任官
- 美努王：慶雲2年（705年）任官
- 高向麻呂：和銅元年（708年）任官
- 大神安麻呂：和銅元年（708年）任官
- 大石王：和銅6年（713年）任官
- 高安王：天平2年（730年）任官
- 長田王：天平4年（732年）任官
- 大伴牛養：天平10年（738年）任官
- 平群広成：天平18年（746年）任官
- 多治比占部：天平勝宝2年（750年）任官
- 藤原真楯：天平勝宝4年（752年）任官
- 文室浄三：天平勝宝6年（754年）任官
- 多治比国人：天平宝字元年（757年）任官
- 池田王：天平宝字2年（758年）任官
- 佐伯今毛人：天平宝字3年（759年）任官
- 市原王：天平宝字7年（763年）任官
- 中臣清麻呂：天平宝字7年（763年）任官
- 阿倍息道：天平宝字8年（764年）任官
- 中臣清麻呂：天平神護2年（766年）任官
- 百済王理伯：神護景雲元年（767年）任官
- 小野小贄：宝亀2年（771年）任官
- 掃守王：宝亀5年（774年）任官
- 藤原楓麻呂：宝亀7年（776年）任官
- 藤原田麻呂：宝亀7年（776年）任官
- 多治比長野：宝亀10年（779年）任官
- 豊野奄智：天応元年（781年）任官
- 和気清麻呂：延暦2年（783年）任官

### 国司
摂津守
- 小野野主：弘仁2年（811年）任官
- 多治比今麻呂：弘仁8年（817年）任官
- 和気真綱：天長5年（828年）任官
- 甘南備高直：天長6年（827年）任官
- 大中臣淵魚：天長10年（831年）任官
- 高道鯛釣：承和6年（839年）任官
- 有雄王：承和10年（845年）任官
- 藤原関主：承和15年（848年）任官
- 藤原雄滝：嘉祥3年（850年）任官
- 益善王：仁寿4年（854年）任官
- 紀今守
- 滋野貞雄：860年頃
- 藤原佐忠：天暦5年（951年）任官
- 藤原安親：天暦11年（957年）任官
- 大江斉光：天徳5年（961年）任官
- 橘仲遠：康保2年（965年）任官
- 源相規：安和3年（970年）任官
- 源満仲：天禄4年（973年）任官。多田源氏の祖
- 藤原時柄：天延2年（974年）任官
- 源満仲：天元6年（983年）任官
- 大江為基：永延2年（988年）任官
- 源正清：永祚2年（990年）任官
- 藤原為頼：正暦4年（993年）任官
- 源頼光：1020年頃　源満仲の嫡男。摂津源氏の祖
- 藤原棟世：清少納言の夫
- 藤原保昌：和泉式部の夫
- 高階泰経：応保元年（1161年）任官

### 守護
鎌倉幕府
- 1185年 -？ - 大内惟義
- 1221年 - ？ - 長沼宗政
- 1222年 - 1224年 - 安達景盛
- 1224年 - 1230年 - 野本時員
- 1263年 - ？ - 北条時茂
- 1279年 - ？ - 北条時宗
- 1280年 - ？ - 北条久時
- 1284年 - 1293年 - 北条兼時
- 1315年 - 1333年 - 六波羅探題北方兼任

室町幕府
- 1337年 - 1339年 - 赤松範資
- 1339年 - 仁木義有
- 1340年 - 1351年 - 赤松範資
- 1351年 - 1353年 - 赤松光範
- 1353年 - 細川繁氏
- 1353年 - 1355年 - 赤松則祐
- 1354年 - 1360年 - 赤松光範
- 1360年 - 1362年 - 京極高氏
- 1362年 -？ - 赤松則祐
- 1363年 - 1373年 - 赤松光範
- 1374年 - 1379年 - 細川頼元
- 1379年 - 1382年 - 渋川満頼
- 1383年 - 1397年 - 細川頼元
- 1397年 - 1426年 - 細川満元
- 1426年 - 1429年 - 細川持元
- 1429年 - 1442年 - 細川持之
- 1442年 - 1473年 - 細川勝元
- 1473年 - 1506年 - 細川政元
- 1506年 - 1507年 - 細川澄元
- 1507年 - 細川澄之
- 1507年 - 1508年 - 細川澄元
- 1508年 - 1520年 - 細川高国
- 1520年 - 細川澄元
- 1520年 - 1525年 - 細川高国
- 1525年 - 細川稙国
- 1525年 - 1531年 - 細川高国
- 1532年 - 1547年 - 細川晴元
- 1547年 - 細川氏綱
- 1547年 - 1552年 - 細川晴元
- 1552年 - 1553年 - 細川氏綱
- 1553年 - 1558年 - 細川晴元
- 1558年 - ？ - 細川昭元

### 大名
戦国時代
- 細川氏
- 三好氏
- 伊丹氏、池田氏、茨木氏、近江和田氏、高山氏、有馬氏、塩川氏
- 織田氏

織豊期
- 荒木村重（伊丹城）：織田政権で摂津国主。天正6年（1578年）に信長に反乱（有岡城の戦い）
- 池田恒興（兵庫城）：荒木村重の謀反の後、その旧領を受け継ぐ。清洲会議後、摂津大坂・尼崎・兵庫において12万石を領有、後に美濃国大垣13万石に転封
- 山崎片家（三田城）：天正10年（1582年）、2万3千石で就封。息子の山崎家盛が関ヶ原の戦いで西軍に属したことで、慶長6年（1601年）、因幡若桜藩に移封
- 豊臣秀吉（大坂城）：天正11年（1583年）より築城開始。秀吉死後の慶長4年（1599年）、豊臣秀頼が伏見城より移る
- 青木一重（麻田城）：丹羽長秀の家臣から秀吉の家臣に転じ、天正13年（1585年）、1万石を与えられる
- 高山右近（高槻城）：天正13年（1585年）、播磨明石城7万石に移封し、高槻は秀吉の直轄地
- 中川清秀（茨木城）：天正14年（1586年）、息子の中川秀政が播磨三木城6万5千石に移封し、茨木は秀吉の直轄地
- 新庄直頼（高槻城）：文禄4年（1595年）、大和宇多城より加増転封3万石。慶長5年（1600年）、関ヶ原の戦いで西軍に属し、戦後改易

江戸時代の藩
- 豊臣秀頼直轄領（摂津・河内・和泉65万7千石、1600年-1615年）→大坂藩奥平松平家（10万石、1615年-1619年）→廃藩（大和郡山藩に転封）・天領
- 高槻藩：内藤家（4万石、1615年-1617年）→土岐家（2万石、1617年-1619年）→松平〔形原〕家（2万石、1619年-1635年）→岡部家（5万石、1635年 - 1640年）→松平〔形原〕家（3万6千石、1640年-1649年）→永井家（3万6000石、1649年-1871年）
- 尼崎藩：建部家（1万石、1615年-1617年）→戸田家（5万石、1617年-1635年）→青山家（5万石→5万4千石→4万8千石、1635年-1711年）→松平〔桜井〕家（4万8千石→4万石→4万5千石、1711年-1871年）
- 三田藩：山崎家（2万3千石、1600年-1601年）→有馬家（2万石、1601年-1602年）→松平〔能見〕家（3万石、1626年-1632年）→九鬼家（3万6千石、1632年-1871年）
- 麻田藩：青木家（1万2千石、1615年 - 1871年）
- 茨木藩：片桐家（2万8千石、1600年-1615年）→廃藩（大和小泉藩に転封）・天領
- 中島藩：稲葉家（4万5700石、1616年？-1629年）→廃藩（丹波福知山藩に転封）・天領
- 味舌藩：織田家（3万石→1万石、1600年-1621年）→廃藩（断絶）

### 武家官位としての摂津守
織豊期以前
- 中原師員：鎌倉時代の武将
- 北条時親：鎌倉時代中期の武将
- 石川家光：鎌倉時代の武将。大和源氏の流れを汲む陸奥石川氏12代目当主
- 高梨政高：室町時代後期、戦国時代の武将。信濃中野を拠点とする高梨家当主
- 高梨政盛：戦国時代の武将。高梨政高の嫡男・高梨家の当主
- 細川直元：戦国時代の武将。出羽小国城主
- 山名藤幸：伯耆国の戦国武将、日野山名氏当主
- 安宅冬康：三好長慶の弟。安宅水軍の頭領。
- 荒木村重：戦国時代から安土桃山時代の武将・大名（摂津一国）
- 小西行長：豊臣政権の大名（肥後半国）、 天正13年（1585年）には摂津守に任ぜられ、また豊臣姓を名乗ることを許される。
- 井田是政：北条氏照の家臣。東京都府中市是政の地に名を残す
- 一条政親：土佐一条氏第7代（最後の）当主

江戸時代
- 武蔵国川越藩秋元家
  - 秋元喬知：秋元家4代。甲斐谷村藩3代藩主、武蔵川越藩初代藩主・老中
  - 秋元凉朝：秋元家7代。武蔵国川越藩4代藩主、出羽山形藩初代藩主・老中
  - 秋元永朝：秋元家8代。出羽山形藩第2代藩主
- 武蔵国岡部藩安部家
  - 安部信盛：初代藩主
  - 安部信友：第3代藩主
  - 安部信賢：第5代藩主
  - 安部信平：第6代藩主
  - 安部信允：第7代藩主
  - 安部信亨：第8代藩主
  - 安部信操：第9代藩主
  - 安部信古：第11代藩主
  - 安部信宝：第12代藩主
  - 安部信発：第13代藩主、三河半原藩初代藩主
- 備中国庭瀬藩板倉家
  - 板倉勝興：第3代藩主
  - 板倉勝貞：第8代藩主
  - 板倉勝全：第10代藩。
  - 板倉勝弘：第11代藩主
- 遠江国掛川藩太田家
  - 太田資宗：太田家初代。下野国山川藩主、三河国西尾藩主、遠江国浜松藩初代藩主
  - 太田資次：太田家2代。遠江浜松藩第2代藩主
  - 太田資直：太田家3代。駿河田中藩初代藩主
  - 太田資俊：太田家5代。上野館林藩第2代藩主、掛川藩初代藩主
  - 太田資愛：太田家6代。掛川藩第2代藩主・老中
  - 太田資順：太田家7代。掛川藩第3代藩主
  - 太田資始：太田家9代。掛川藩第5代藩主・老中
  - 太田資功：太田家10代。掛川藩第6代藩主
- 出羽国庄内藩酒井家
  - 酒井忠当：第2代藩主。
  - 酒井忠寄：第5代藩主・老中
  - 酒井忠温：第6代藩主
- 美濃国高須藩松平家
  - 松平義行：信濃高井藩主、美濃高須藩初代藩主
  - 松平義孝：高須藩第2代藩主
  - 松平義裕：高須藩第6代藩主
  - 松平義居：高須藩第8代藩主
  - 松平義建：高須藩第10代藩主
- 下総国結城藩水野宗家
  - 水野勝政：第2代藩主
  - 水野勝前：第4代藩主
  - 水野勝剛：第6代藩主
  - 水野勝愛：第7代藩主
  - 水野勝進：第8代藩主
- その他
  - 稲垣長以：志摩鳥羽藩第3代藩主
  - 稲垣長明：鳥羽藩第6代藩主
  - 奥平忠政：上野吉井藩第2代藩主、美濃加納藩第2代藩主
  - 織田長易：大和芝村藩第11代藩主
  - 木村芥舟：幕末の幕臣。軍艦奉行・咸臨丸渡米時の総督
  - 高力忠房：武蔵岩槻藩第2代藩主、遠江浜松藩初代藩主、肥前島原藩初代藩主
  - 徳川治行：美濃高須藩第5代藩主、後に尾張徳川家世子
  - 徳川茂徳：高須藩第11代藩主、尾張藩第15代藩主、一橋徳川家第10代当主
  - 内藤信良：陸奥棚倉藩第2代藩主
  - 内藤政峻：三河挙母藩第3代藩主
  - 内藤政成：挙母藩第4代藩主。井伊直弼の実兄
  - 堀田正敦：近江堅田藩第6代藩主、下野佐野藩初代藩主
  - 松平定良：伊勢桑名藩第2代藩主
  - 松平忠侯：肥前島原藩第3代藩主
  - 松平忠恒：陸奥桑折藩第3代藩主、上野篠塚藩、上野上里見藩、上野小幡藩初代藩主
  - 松平忠恕：上野小幡藩第4代藩主
  - 松平輝規：上野高崎藩主
  - 毛利高成：豊後佐伯藩第2代藩主

## 合戦
- 1184年：一ノ谷の戦い 源氏（源範頼、源義経） x 平家（平知盛、平忠度）
- 1185年：河原津の合戦 源義経 x 太田頼基
- 1333年：瀬川合戦 後醍醐天皇側（赤松則村） x 鎌倉幕府・六波羅探題
- 1336年：豊島河原合戦 後醍醐天皇方（新田義貞、楠木正成、北畠顕家） x 足利方（足利尊氏、足利直義）
- 1336年：湊川の戦い 足利方（足利尊氏、足利直義） x 後醍醐天皇方（新田義貞、楠木正成、菊池武吉）
- 1351年：打出浜の戦い 南朝（足利直義）x 北朝（足利尊氏、高師直）
- 1511年：芦屋河原の合戦 細川澄元軍（赤松義村、細川尚春） x 細川高国軍（瓦林政頼、波多野元清）
- 1519年：田中城の戦い 細川澄元軍（池田信正） x 細川高国軍（瓦林政頼）
- 1519年 - 1520年：第一次越水城の合戦 細川澄元軍（三好之長） x 細川高国軍（瓦林政頼）
- 1531年：中嶋の戦い 三好元長 x 細川高国・浦上村宗
- 1531年：大物崩れ 赤松政祐・細川晴元・三好元長 x 細川高国・浦上村宗
- 1541年：一庫城の戦い 塩川国満・伊丹親興 x 三好長慶・三好政長・波多野秀忠
- 1547年：舎利寺の戦い 三好長慶・六角定頼 x 細川氏綱・遊佐長教
- 1549年：江口の戦い 三好長慶 x 三好政長
- 1566年：滝山城の戦い 安宅信康 x 松永久秀
- 1570年 - 1580年：石山合戦 本願寺（顕如、下間頼廉、鈴木孫一、乃美宗勝、村上武吉等） x 織田軍（織田信長、九鬼嘉隆等）
- 1570年：野田・福島の戦い 三好三人衆 x 織田軍
- 1571年：白井河原の戦い 荒木村重・中川清秀 x 茨木重朝・和田惟政・郡正信
- 1576年：第一次木津川口の戦い 毛利水軍（乃美宗勝） x 織田水軍（九鬼嘉隆）
- 1578年：第二次木津川口の戦い 織田水軍（九鬼嘉隆、鉄甲船6隻） x 毛利水軍（村上武吉）
- 1578年 - 1579年：有岡城の戦い 織田軍 x 荒木村重
- 1580年：花隈城の戦い 織田軍（池田恒興、紀伊雑賀衆） x 荒木村重
- 1614年 - 1615年：大坂の陣 江戸幕府軍 x 豊臣軍